# Dangyra

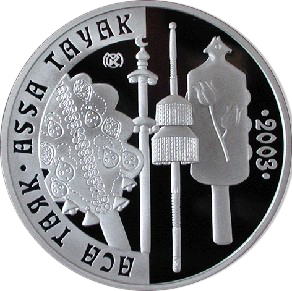
Asatayak représenté sur une pièce de monnaie kazakh

Le dangyra (kazakh : Дангыра) est un instrument de percussion, proche du tambourin, utilisé avec l'asatayak (kazakh : aсатаяк) par les chamans kazakhs, appelés Baqsy (Бақсы), lors de leurs cérémonies.
Sur un des bords du tambourin sont accrochées des chaînes, composées d'anneaux métalliques et de plaques.
Le groupe de musique kazakhe, Ensemble Turan, mélangeant musique traditionnelle et musique contemporaine utilise cet instrument.